# El estudiante (película de 2009)
El estudiante es una película mexicana dramática de 2009, la primera del director Roberto Girault. Esta película marcó el inicio de la carrera del cineasta y le dio entrada a dirigir más películas.

## Sinopsis
Chano (Jorge Lavat) es un viejo que ya ha vivido su vida, tiene todo lo que una persona puede desear (familia, una cariñosa esposa y la posibilidad de vivir retirado tranquilamente), pero le surgen repentinamente los deseos de ingresar a la universidad. Ya ahí vivirá los choques generacionales y se relacionará con varios jóvenes. A partir de ese día, sus vidas cambiarán por completo.

## Reparto
- Jorge Lavat como Chano Antúnez.
- Norma Lazareno como Alicia.
- Cristina Obregón como Carmen.
- Pablo Cruz Guerrero como Santiago.
- Siouzana Melikián como Alejandra.
- Jorge Luis Moreno como Marcelo.
- Cuauhtémoc Duque como Eduardo.
- Daniel Martínez como Héctor.
- Roxana Ramírez Romero como Sofía.
- Silvia Santoyo' como Lucía.
- Luis Gabriel López como Jorge.
- Sofía Toache como Matilde.
- Fernando Estrada como Álvaro.
- José Carlos Ruiz como Don Pedro.

### Diosas de Plata
| Categoría                       | Persona                           | Resultado |
| ------------------------------- | --------------------------------- | --------- |
| Mejor película                  | Mejor película                    | Nominado  |
| Mejor director                  | Roberto Girault                   | Nominado  |
| Mejor actor                     | Jorge Lavat                       | Nominado  |
| Mejor revelación masculino      | Jorge Luis Moreno                 | Nominado  |
| Mejor revelación femenina       | Cristina Obregón                  | Nominada  |
| Mejor papel de cuadro masculina | José Carlos Ruiz                  | Nominado  |
| Mejor papel de cuadro femenino  | Norma Lazareno                    | Nominado  |
| Mejor fotografía                | Gonzalo Amaf                      | Nominado  |
| Mejor música                    | Juan Manuel Langarica             | Nominado  |
| Mejor canción para cine         | Mirame bien de Sofía Maqueo       | Nominado  |
| Mejor edición                   | Ariana Villegas - Roberto Girault | Nominados |